# Бухарско ханство
Бухарско ханство, впоследствие Бухарско емирство, (на персийски: خانات بخارا; на узбекски: Buxoro Xonligi) е историческа държава в Централна Азия с главен град Бухара. Просъществува от 1500 до 1920 година. Едно от трите узбекски ханства (заедно с Кокандското и Хиванското) на територията на бивша Трансоксиана. През 1785 година държавата е преобразувана в емирство, а през 1868 година е завладяна от Руската империя и получава статут на протекторат.
На 2 септември 1920 година Революционната червена селска армия превзема Бухара, а на 8 октомври е провъзгласена Бухарската народна съветска република, която през 1924 е разделена по национален признак между Узбекската ССР, Туркменската ССР и Таджикската АССР.